# Hrabiowie Villafranca

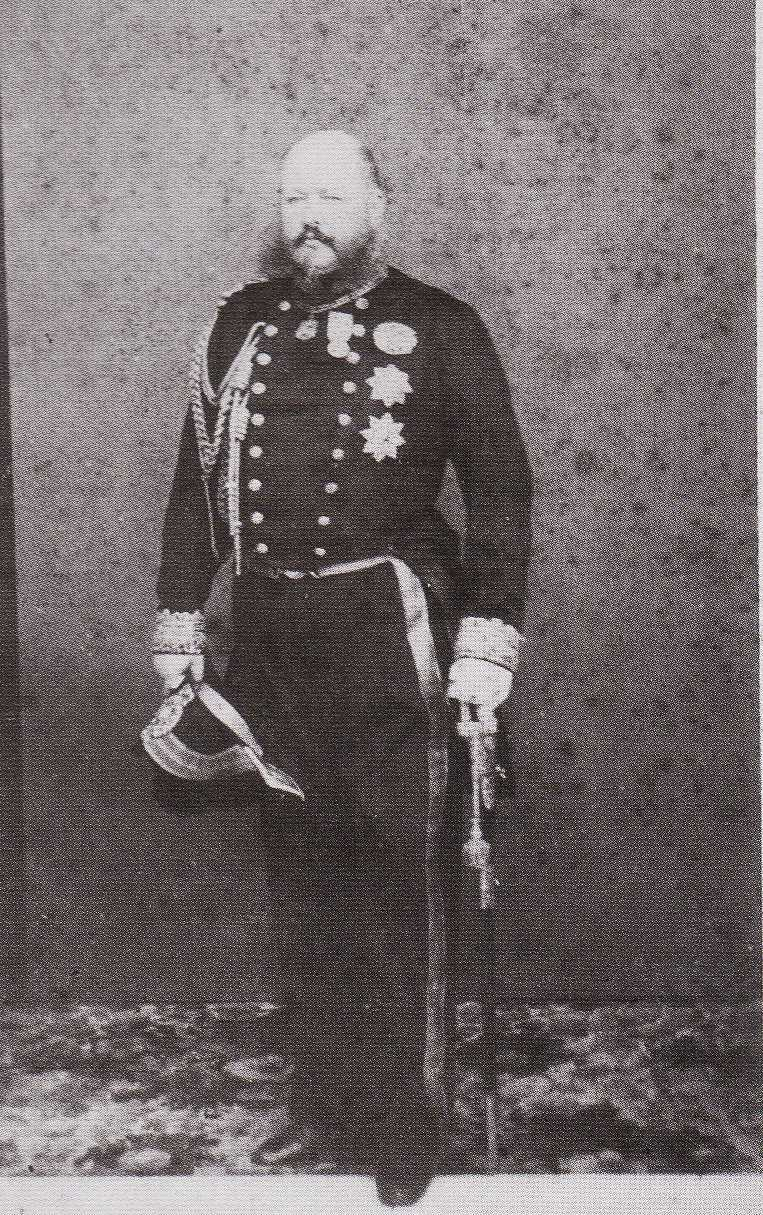
Egeniusz Emanuel Sabaudzki książę Carignano

Hrabia Villafranca to tytuł przyznany Eugeniuszowi, młodszemu synowi Ludwika Wiktora, księcia Carignano (z domu sabaudzkiego), po jego morganatycznym małżeństwie z Elżbietą Anną Magon Boisgarin fr. Élisabeth Anne Magon de Boisgarin w 1780 r., przez Wiktora Amadeusza III (także z dynastii sabaudzkiej), króla Sardynii. W tym samym dekrecie król Sardynii pozbawił ich potomków prawa do sukcesji. Syn Eugeniusza, Józef Maria, otrzymał tytuł kawalera Sabaudzkiego króla Sardynii i barona cesarstwa Francji. W 1831 r. wymarła gółwna gałąź dynastii Sabaudzkiej i książę Carignano Karol Albert został królem Sardynii. W następstwie tego dzieci Józefa Marii otrzymały tytuły książęce w 1834 r. Jego syn, Eugeniusz Emanuel został księciem Carignano, a w 1849 otrzymał prawo do używania określenia Jego wysokość. W związku z jego morganatycznym małżeństwem w 1863 r. z Felicytą wł. Felicita Crosio, ich potomkowie stracili prawo do tytułu księcia Carignano. Felicyta otrzymała dekretem królewskim 14 września 1888 roku tytuł hrabiny Villafranca-Soissons, który noszą jej dzieci. Dekret odbierał im prawo sukcesji.

## Gałąź Villafranca dynastii sabaudzkiej[1]
książę Eugeniusz Hilary (1753–1785), hrabia Villafranca 1780–1785
Józef Maria (1783–1825), kawaler Sabaudzki króla Sardynii 1785–1825, baron cesarstwa Francji 1810–1825
książę Eugeniusz Emanuel (1816–1888), Jego wysokość (od 1849) Sabaudzki książę Carignano 1834–1888

## Hrabiowie Villafranca-Soissons[1]
Emanuel Filibert (1873–1933), hrabia Villafranca-Soissons 1888–1933
Eugeniusz Józef (1902–1974), hrabia Villafranca-Soissons 1933–1974
Edward (1945–nadal), hrabia Villafranca-Soissons 1974-nadal
Następca: Emanuel Filibert

## Strony powiązane
Dynastia sabaudzka